# Abyssarcturella cidaris
Abyssarcturella cidaris är en kräftdjursart som beskrevs av Gary C.B. Poore och Bardsley 1992. Abyssarcturella cidaris ingår i släktet Abyssarcturella och familjen Austrarcturellidae. Inga underarter finns listade i Catalogue of Life.